# 臺中市立霧峰國民中學
24°9′1.7″N 120°41′12.1″E / 24.150472°N 120.686694°E
臺中市立霧峰國民中學（簡稱霧峰國中、霧中），創校於1966年7月，為中華民國（台灣）臺中市霧峰區的市立國民中學。

## 歷任校長
- 王振賢：1967年5月－1979年8月
- 白鶴亭：1979年8月－1982年8月
- 郭天錫：1982年8月－1988年2月
- 陳登輝：1988年2月－1997年8月
- 林本川：1997年8月－2000年8月
- 張慧芬：2000年8月－2006年8月
- 黃瑞龍：2006年8月－2009年2月
- 郭志強：2009年2月－2015年2月
- 謝龍卿：2015年2月－2024年8月
- 謝淑雲：2024年8月—現任

## 學區
- 桐林里、吉峰里、甲寅里、本鄉里、中正里、錦榮里、萊園里、北柳里、四德里
- 南柳里1至8鄰、北勢里2至4鄰、丁台里1至8鄰及14鄰、五福里1至13鄰
- 本堂里1至9鄰、11至14鄰、16至17鄰、及20至35鄰

## 外部連結
- 台中市立霧峰國民中學 （页面存档备份，存于）